# توت‌شامی
توت‌شامی (به کردی: تۊشامی Tüşamî)، روستایی است از توابع بخش گهواره و در شهرستان دالاهو استان کرمانشاه ایران.

## جمعیت
این روستا در دهستان گوران قرار داشته و بر اساس سرشماری سال ۱۳۸۵ جمعیت آن (۷۹ خانوار) ۳۱۸ نفر
بوده‌است.

## زیارتگاه‌های مذهبی
روستای توتشامی به سبب وجود زیارتگاه‌های یارسان از اهمیت بالایی برخوردار است و سالانه ده‌ها هزار تن از پیروان یارسان برای زیارت اماکن مقدسه به این روستا می‌آیند. آرامگاه سید براکه و فرزندانش، سید شمس‌الدین حیدری گوران در این روستا واقع شده‌است. همچنین غار سید خاموش (مَر خاموش) نیز در نزدیکی این روستا واقع شده‌است. علاوه بر این تکیهٔ میر حیدر گوران موسوم به تکیهٔ حیدری که به مدت چندین نسل محل زندگی مسندنشین و رهبر یارسان بوده‌است نیز در این روستا قرار دارد که سبب می‌شود در ایام مختلف سال و نیز در جشن‌های خاونکار و نوروز زائران زیادی به روستای توت‌شامی بیایند. مراسم جشن خاونکار هر ساله در موسم زمستان کُردی در این روستا برگزار می‌شود.